# Sysygambis
Sisygambis lub Sisigambis – córka Artakserksesa II, siostra Artakserksesa III.
Matka Dariusza III, który został pokonany przez Aleksandra III Macedońskiego. 
Podczas bitwy pod Issos w 333 r. p.n.e. jej syn razem z niedobitkami swojej armii uciekł i zostawił swój harem; żonę Statejrę I, córki: Statejrę II i Drypetis oraz matkę - Sysygambis. Aleksander pojmał rodzinę Dariusza, ale potraktował ją z należnymi honorami i zachował przy życiu. Sysygambis nigdy nie przebaczyła synowi pozostawienia na łaskę wroga, za to szczerze polubiła Aleksandra. Podobno kiedy umierała miała powiedzieć: Mam tylko jednego syna (Aleksandra) i on jest królem całej Persji.